# Сулеє
Сулеє (пол. Suleje) — село в Польщі, у гміні Луків Луківського повіту Люблінського воєводства.
Населення — 790 осіб (2011).
У 1975-1998 роках село належало до Седлецького воєводства.

## Демографія
Демографічна структура станом на 31 березня 2011 року:
|          | Загалом | Допрацездатний вік | Працездатний вік | Постпрацездатний вік |
| -------- | ------- | ------------------ | ---------------- | -------------------- |
| Чоловіки | 406     | 105                | 269              | 32                   |
| Жінки    | 384     | 98                 | 224              | 62                   |
| Разом    | 790     | 203                | 493              | 94                   |